# Чжан Ци
Чжан Ци (кит. 张琦; род. 24 ноября 1990 года, Пекин, Китай) — китайская спортсменка-паралимпийка, игрок в бочча. Чемпион летних Паралимпийских игр 2024 в Париже, серебряный призёр летних Паралимпийских игр 2012 в Лондоне и летних Паралимпийских игр 2020 в Токио.

## Биография
Начала заниматься бочча в 2004 году в Пекине.
Принимала участие на Паралимпиаде-2008 в Пекине в индивидуальном (класс BC1) и командном (классы BC1/BC2) турнирах. В индивидуальном турнире не вышла из группы, проиграв португальцу Жуану Паулу Фернандешу и испанцу Хосе Вакерисо. В командном турнире китайская команда вышла из группы с первого места, победив команды Гонконга и Новой Зеландии. В четвертьфинале победили Ирландию (12:2), в полуфинале проиграли Великобритании (3:7), в матче за третье место уступили со счётом 4:5 Испании.
В 2012 году приняла участие на летних Паралимпийских играх 2012 в Лондоне. В индивидуальном турнире (класс BC1) в отборочном раунде заняла 6-е место, проиграв в четвертьфинале британцу Дэвиду Смиту. В командном турнире китайская команда (Янь Чжицян, Юань Вэйбо, Чжан Ци и Чжон Кай) завоевала «серебро». Команда заняла второе место в группе, проиграв Таиланду и победив Канаду. В четвертьфинале победили Южную Корею (6*:6), в полуфинале — Португалию (6:4). В финале вновь уступили команде Таиланда (5:10).
На Паралимпиаде-2016 в Рио-де-Жанейро в индивидуальном турнире (класс BC1) не вышла из отборочной группы, победив словака Якуба Наги и проиграв португальцу Антониу Маркесу и британцу Дэвиду Смиту. В командном турнире китайцы вышли из группы со второго места, победив Южную Корею и проиграв Таиланду. Выбыли на стадии четвертьфинала проиграв Японии (5:5*).
На Паралимпиаде-2020 в Токио в индивидуальном (класс BC2) и командном (классы BC1/BC2) турнирах. В индивидуальном турнире выбыла на стадии четвертьфинала, проиграв спортсменке из Малайзии Чжоу Вэйлунь. В командном турнире для классов BC1/BC2 китайская команда (Чжан Ци, Янь Чжицян, Лань Чжицзянь) вышла из группы с первого места, победив команды Великобритании, Аргентины, Российского паралимпийского комитета и Таиланда. В полуфинале победила Португалию. В финале вновь встретилась с Таиландом, но в этот раз проиграла им со счётом 2:8 и завоевала серебряные медали.
В 2023 году на Азиатских Параиграх-2022 в Ханчжоу заняла четвёртое место в командном турнире и первое место в индивидуальном турнире.
В 2024 году приняла участие на летних Паралимпийских играх 2024 в Париже. В индивидуальном турнире в отборочном раунде заняла первое место в группе, победив спортсменок из Хорватии и Туниса. Выбыла на стадии четвертьфинала, проиграв боччистке из Бермудских островов - Юшае ДеСилва-Андраде. В командном турнире китайская команда (Чжан Ци, Янь Чжицян, Лань Чжицзянь) завоевала «золото» игр. Китайцы заняли первое место в группе, опередив Великобританию и Португалию. В четвертьфинале победили Францию (7:4), в полуфинале — Южную Корею (7:3), в финале — Индонезию (7:6).